# Mal Feito
"Mal Feito" é uma canção da dupla sertaneja Hugo & Guilherme em parceria com a cantora e compositora Marília Mendonça. Foi lançada em janeiro de 2022 como o terceiro single do álbum Próximo Passo (2022).

## Gravação
A canção foi gravada em 18 de setembro de 2021, em Goiânia, e teve participação de Marília Mendonça a pedido da própria cantora depois que ela ouviu a canção. Em entrevista ao UOL, Guilherme disse:
Quando escutou, a Marília falou: 'quero participar dessa música'. Ela brincou: 'se não for nessa, nem vou participar'. Ela acreditava tanto quanto a gente nessa música.
Hugo, em entrevista ao O Globo, também fez comentários sobre a gravação:
A gente já vinha estudando essa música há muitos anos. Essa parceria estava marcada para setembro do ano passado. O que me deixa muito feliz é que estávamos muito felizes naquele dia. A Marília foi para assistir à gravação do DVD, não só participar. Ela era muito fã do Guilherme. Nesse dia a gente pôde contemplar a beleza do sorriso dela. Para ela, era um evento. Ela dizia que tinha que ter uma roupa diferente, achava que não estava tão bonita quanto deveria

## Lançamento e recepção
Menos de dois meses depois da gravação de "Mal Feito", Marília Mendonça morreu. Para lançar a faixa, a dupla procurou autorização da família da cantora, que foi concedida como o terceiro lançamento póstumo de Marília. Com isso, "Mal Feito" foi lançada em 14 de janeiro como o segundo single do álbum Próximo Passo, com música e videoclipes disponibilizados na mesma data. Apesar de ter sido lançado apenas em janeiro, um trecho da canção foi executado no programa televisivo Fantástico. A dupla também tocou a canção ao vivo em show ocorrido em Campo Grande.
Quando lançado, o vídeo da canção ficou em primeiro lugar nos vídeos musicais em alta e somou 11 milhões de visualizações em 5 dias. No Spotify, a canção alcançou o segundo lugar nos lançamentos globais na semana de lançamento.

## Desempenho comercial

### Tabelas semanais
| Tabela musical                | Melhor posição |
| ----------------------------- | -------------- |
| Brasil (Billboard)            | 2              |
| Brasil (UBC Streaming)        | 2              |
| Global Excl. U.S. (Billboard) | 54             |
| Global 200 (Billboard)        | 104            |
| Portugal (AFP)                | 68             |

## Vendas e certificações
| País   | Associação de gravadoras | Certificação | Vendas |
| ------ | ------------------------ | ------------ | ------ |
| Brasil | Pro-Música Brasil        | 4× Diamante  | ?      |